# Vista Transformation Pack
Het Vista Transformation Pack (afkorting: VTP) is een verzameling van programma's en thema's voor Windows XP en Windows Server 2003. Het transformatiepakket zorgt ervoor dat de stijl van Windows XP en eerdere versies wordt omgetoverd tot de stijl van Windows Vista, maar de functionaliteit blijft hetzelfde. Dit pakket is bij veel mensen geliefd, omdat zij Windows Vista niet willen installeren, maar toch het uiterlijk hiervan willen hebben.

## Versies

#### VTP 1.0
De eerste versie van VTP, 1.0 was oorspronkelijk uitgebracht op een forum. Het pakket had verschillende mogelijkheden om Windows XP er als Windows Vista uit te laten zien. Zo bevatte het de iconen van Vista, een Sidebar, een Aero thema en andere grafische veranderingen.

#### VTP 2.0
De tweede versie van VTP had verschillende kleine bugfixes, maar ook nieuwe features. Een van de belangrijkste nieuwigheden was Glass2k, een programma om Vista's Aero thema na te bootsen. Het programma was echter erg traag en onstabiel. Verder waren er nog updates voor de iconen, de sidebar en een nieuw thema dat nog meer op Windows Vista leek.

#### VTP 3.0
Deze nieuwe versie had een paar (grote) bugfixes, maar ook updates voor het Vista thema. Maar de belangrijkste verandering was een WindowBlinds thema, dat de glazen randen van Vista nabootste.

#### VTP 4.0
De vierde versie repareerde nog een paar bugs, en voegde nog een paar nieuwe mogelijkheden toe zoals nieuwe iconen en een update van het Vista thema. Er was ook een nieuw Configuratiescherm toegevoegd, dat heel erg op dat van Windows Vista leek.

#### VTP 5.0
Versie 5 verbeterde vele fouten in het pakket en voegde ook een nieuwe installatie systeem toe. Dit installatiesysteem heette Express Mode Een van de opmerkelijke veranderingen waren de toevoeging van een aanmeldscherm en verbetering van de algemene snelheid.

#### VTP 5.5
Versie 5.5 was een update van VTP 5. In deze bugfix versie werden vele fouten met het installatiesysteem gerepareerd, missende bestanden toegevoegd en er werden nieuwe verbeteringen toegevoegd.

#### VTP 6.0
VTP 6.0 is gemaakt voor de weg vrij te maken voor VTP 7. Deze versie voegde de nieuwe Windows Sidebar emulator van Thoosje bij. Ook 'VisualTooltip', een programma gemaakt om de vensters op de taakbalk als miniaturen te laten zien, was nieuw. Zoals gewoonlijk waren er ook verschillende verbeteringen maar ook bugfixes.

#### VTP 7.0
Versie 7 was de grootste update tot nu toe. Versie 7.0 verbeterde en verving talloze fouten in verschillende programma's en verbeterde de algemene stabiliteit van het pakket. De meest opvallende nieuwigheid was ViStart, een programma van Lee Chantrey dat het Windows Vista-startmenu naar Windows XP bracht.

#### VTP 8.0
8.0 verbeterde vele mankementen en fouten in programma's, gaf de gebruikers meer vrijheid en TrueTransparency werd toegevoegd. Dit programma liet de gebruikers toe om de Aero interface van Windows Vista na te bootsen.

#### VTP 8.0.1
VTP 8.0.1 is de upgedate versie van VTP 8. Deze versie verbeterde de compatibiliteitsproblemen.

#### VTP 9.0
Ondertussen is ook versie 9.0 van VTP uitgekomen. Deze omvat bv. Visplore, een programma dat de functionaliteit van de Vista verkenner nabootst. Ook is de originele sidebar (die aanwezig was in versie 7 en 8) vervangen door een beter alternatief. Daarnaast zijn er ook verschillende bugs gerepareerd. Maar bijna 2 dagen later was er een update voor versie 9.0 die het pakket update naar versie 9.0.1. Er zijn verschillende bugs gerepareerd, en een kritieke fout met Windows XP Service Pack 3 die nu ook verholpen is.

#### VTP 9.0.1
Bijna onmiddellijk na de verschijning van VTP 9.0 kwam er een verbetering van het pakket. Deze versie repareerde verschillende bugs, en ook een kritieke fout met Windows XP Service Pack 3 werd verholpen.

## Installatie/Verwijderen
De installatie van Vista Transformation Pack is eenvoudig, maar wel Engelstalig. Men kan kiezen welke functies op de computer moeten worden geïnstalleerd. Men kan kiezen uit bijvoorbeeld de thumbnails voor het Menu Start en voor Windows Vista-geluiden. Ook het Bootscreen en het Login Screen kunnen worden veranderd. In versie 7.0 is er een Express Mode.
Men kan ook Vista Transformation Pack verwijderen of herstellen. In versie 7.0 is het Maintenance Center (Windows XP: Start > Configuratiescherm > Software > Vista Transformation Pack > Wijzigen/Verwijderen) omgetoverd tot het Welcome Center, in het Nederlands het Welkomcentrum. De taal van Windows blijft de ingestelde.

## Bekende problemen

#### Slechte prestaties
VTP staat er voor bekend om slechte prestaties te leveren. Zo zijn er rapporten bekend waar VTP over de 3Gb RAM-geheugen zou gebruiken. Ook is er bij vele gebruikers een trage opstartsnelheid en een algemene traagheid bekend.

#### Verkeerde programma's
Vele programma's die met VTP gebundeld zitten, zijn oorspronkelijk gemaakt om Longhorn te emuleren. Longhorn was de vorige naam van Windows Vista, en met deze nieuwe naam zijn ook een tal van features geschrapt. En sommige programma's emuleren deze geschrapte functies nog. Maar het is voor de gebruiker nog steeds mogelijk deze functies uit te schakelen in het VTP's eigen Welcome Center.

### Verbonden risico's
Als men dit transformatiepakket (en ook bij andere) installeert, neemt men een risico. Men verandert de kritieke Windows bestanden door andere zelfgemaakte bestanden. Deze kunnen op sommige configuraties tot problemen leiden.
Maar ook bij het verwijderen is er een risico. Er kunnen fouten optreden zoals dat het onderdeel Software (Start > Configuratiescherm > Software) zegt dat het pakket verwijderd is, terwijl het pakket nog geïnstalleerd is. Er wordt daarom ook altijd aan te raden een herstelpunt via Systeemherstel voor de computer te maken.

## Thema
Men kan Vista Transformation Pack combineren met het Vista Visual Styles Pack, waarmee Windows Vista-thema's worden geïnstalleerd (Aero, Home Basic, Aero Glass). Het startmenu hangt af van het thema. De iconcache (pictogrammen van de programma's) wordt veranderd naar de Windows Vista iconcache. Voor het thema Aero Glass bij het Vista Visual Styles Pack moet men WindowBlinds 5.0 of hoger geïnstalleerd hebben.
Toen versie 8.0 uitkwam was Windows Flip 3D meegeleverd die in andere versies niet meegeleverd was. Vlak nadat versie 8.0 uitkwam is er een update uitgekomen, versie 8.0.1.

## Seven Transformation Pack
Nadat de nieuwe functies van Windows 7 waren bekendgemaakt, kwam er ook een Windows Seven Transformation Pack uit. Dit gebruikt ook toepassingen van derden.